# Хаплогрупа I-M253
Хаплогрупа I1 је варијанта Хаплогрупе I. Заступљена је претежно на северу Европе.

## Генетско стабло
- • I1   CTS5783/S63, CTS11042/S66, L64, L75, L80, L81, L118, L121/S62, L123, L124/S64, L125/S65, L157.1, L186, L187, L840, L845/S110/YSC0000278, M253, M307.2/P203.2, M450/S109, P30, P40, S107, S108, S111/Y1868
- • • I1*   -
- • • I1a   DF29/S438
- • • • I1a*   -
- • • • I1a1   CTS6364/Z2336
- • • • • I1a1*   -
- • • • • I1a1a   M227
- • • • • • I1a1a*   -
- • • • • • I1a1a1   M72
- • • • • I1a1b   L22/S142
- • • • • • I1a1b*   -
- • • • • • I1a1b1   P109
- • • • • • I1a1b2   L205/S239
- • • • • • I1a1b3   Z74
- • • • • • • I1a1b3*   -
- • • • • • • I1a1b3a   L287/S240
- • • • • • • • I1a1b3a*   -
- • • • • • • • I1a1b3a1   L258/S335
- • • • • • • • • I1a2b3a1*   -
- • • • • • • • • I1a1b3a1a   L296
- • • • • • • I1a1b3b   L813/S436/Z719
- • • • • • I1a1b4   L300/S241
- • • • I1a2    S244/Z58
- • • • • I1a2*   -
- • • • • I1a2a   S246/Z59
- • • • • • I1a2a*   -
- • • • • • I1a2a1   S337/Z60, S439/Z61, Z62
- • • • • • • I1a2a1*   -
- • • • • • • I1a2a1a   S440/Z140, Z141
- • • • • • • • I1a2a1a*   -
- • • • • • • • I1a2a1a1   S1953/Z2535
- • • • • • • • • I1a2a1a1*   -
- • • • • • • • • I1a2a1a1a   S1954/YSC0000261
- • • • • • • • • • I1a2a1a1a*   -
- • • • • • • • • • I1a2a1a1a1   L338
- • • • • • • • • I1a2a1a1b   CTS10937/S4698/Z2538
- • • • • • • • I1a2a1a2   F2642/S2169
- • • • • • • • I1a2a1a3   A196
- • • • • • • I1a2a1b   S247/Z73
- • • • • • • • I1a2a1b*   -
- • • • • • • • I1a2a1b1   L1302
- • • • • • • I1a2a1c   L573
- • • • • • • I1a2a1d   L1248
- • • • • • • • I1a2a1d*   -
- • • • • • • • I1a2a1d1   L803
- • • • • • I1a2a2   Z382
- • • • • I1a2b   S296/Z138, Z139/S338, PF2805.2/Z2540.2
- • • • • • I1a2b*   -
- • • • • • I1a2b1   Z2541
- • • • I1a3   S243/Z63
- • • • • I1a3*   -
- • • • • I1a3a   L849.2
- • • • • • I1a3a*   -
- • • • • • I1a3a1   S2078
- • • • • • • I1a3a1*   -
- • • • • • • I1a3a1   L1237
- • • • • • • I1a3a2   S10360, S15301, S17023, S26266
- • • I1b   S249/Z131
- • • • I1b*   -
- • • • I1b1   CTS6397
- I2